# Maarten van Poelgeest
Maarten van Poelgeest (Amsterdam, 19 maart 1965) is een voormalig Nederlands politicus.
Van Poelgeest werd op zijn zestiende lid van het Algemeen Nederlands Jeugd Verbond (ANJV), de jongerenorganisatie van de Communistische Partij van Nederland. Hij kreeg bekendheid als voorzitter van de Algemene Studenten Vereniging Amsterdam (ASVA) en, in 1987–1988, als voorzitter van de Landelijke Studentenvakbond (LSVb) . Hij ontpopte zich als een radicale en aansprekende actieleider, en leidde diverse grote protesten (hoogste opkomst: 35.000 studenten) tegen de toenmalige onderwijsminister Wim Deetman. Hij studeerde in deze tijd sociale geografie, maar wist de studie niet af te ronden. Bij de Tweede Kamerverkiezingen 1989 was er sprake van dat de jonge Van Poelgeest een hoge verkiesbare plek zou krijgen op de kandidatenlijst van het zojuist opgerichte GroenLinks, maar deze plek ging uiteindelijk naar Paul Rosenmöller; Van Poelgeest belandde op een onverkiesbare veertiende plaats.
In 1991 was hij een van de eindredacteuren van het beginselprogramma van GroenLinks, samen met Joost Lagendijk en Tijs Manten. Ook werd Van Poelgeest lid van het dagelijks bestuur van GroenLinks en campagneleider bij de Tweede Kamerverkiezingen van 1994. In dat jaar stelde Van Poelgeest zich tevens kandidaat voor het partijvoorzitterschap. De partijraad van GroenLinks koos echter voor Marjan Lucas. Veel leden van de partijraad hadden kritiek op de door Van Poelgeest geleide verkiezingscampagne en meenden dat hij medeverantwoordelijk was voor het door GroenLinks geleden zetelverlies.
In 1998 kwam Van Poelgeest in de gemeenteraad van Amsterdam. In de periode 2001-2006 was Van Poelgeest de fractievoorzitter. Na de gemeenteraadsverkiezingen van 2006 smeedde hij samen met PvdA-voorman Lodewijk Asscher een nieuw college van PvdA en GroenLinks, waarin hijzelf zitting nam als wethouder Ruimtelijke Ordening en Grondzaken, Waterbeheer en ICT. Hij werd als fractievoorzitter opgevolgd door Judith Sargentini.
Van Poelgeest kwam in augustus 2007 in het nieuws toen hij in het programma Janssen en Jansen aangaf het kraken te stimuleren, als middel tegen de leegstand van kantoorruimte. In december 2012 gaf Van Poelgeest aan dat hij een eventuele nieuwe wet die illegaliteit strafbaar wil stellen niet uit zal voeren.
Een van zijn belangrijkste beleidsterreinen was de ontwikkeling van de Zuidas. Hij wilde de plannen zo bijstellen dat de snelweg en het treinspoor ter plekke ondergronds zouden worden aangelegd, zodat bovengronds ruimte vrij zou komen voor woningbouw. Deze oplossing vereiste een grote bijdrage van het ministerie van Verkeer, en tijdens de financiële crisis sneuvelde het zogenaamde dokmodel.
Sinds oktober 2014 werkt hij als consultant bij een maatschappelijk adviesbureau.

## Persoonlijk
Van Poelgeest is gehuwd met Kathalijne Buitenweg, voormalig Europarlementariër en Tweede Kamerlid van GroenLinks. Het stel heeft een dochter en een zoon.